# レベッカ (2020年の映画)
『レベッカ』（Rebecca）は2020年に配信されたイギリスのスリラー映画。監督はベン・ウィートリー、出演はリリー・ジェームズとアーミー・ハマーなど。ダフニ・デュ・モーリエが1938年に発表した同名小説を原作としている。同原作の映画化作品にはアルフレッド・ヒッチコック監督による1940年の同名作品がある。

## ストーリー
主人公はホッパー夫人の付き人としてモンテカルロに同行し、資産家のマキシム・ド・ウィンターと恋に落ちた。主人公はマキシムのプロポーズを承諾し、ド・ウィンター夫人としてマンダレイの大邸宅に引っ越すことになったが、使用人たちとの関係はギクシャクしていた。特に、1年前に事故死したマキシムの前妻・レベッカを深く敬愛していたダンヴァース夫人は、主人公に対して憎悪に近い感情を抱いていた。主人公は絶えず疎外感に苛まれるだけではなく、レベッカの影につきまとわれるという過酷な環境に身を置くことになり、徐々に精神のバランスを崩していく。

## キャスト
※括弧内は日本語吹替
- ド・ウィンター夫人: リリー・ジェームズ（高橋理恵子）
- マキシム・ド・ウィンター: アーミー・ハマー（てらそままさき）
- ダンヴァース夫人: クリスティン・スコット・トーマス（塩田朋子）
- ベアトリス・レイシー: キーリー・ホーズ
- ホッパー夫人: アン・ダウド（堀越真己）
- ジャック・ファヴェル: サム・ライリー（内田直哉）
- フランク・クロウリー: トム・グッドマン＝ヒル（英語版）（関口雄吾）
- ウェルチ: マーク・ルイス・ジョーンズ（英語版）
- ジャイルズ・レイシー: ジョン・ホリングワース（英語版）
- ベイカー医師: ビル・パターソン（英語版）
- ベン: ベン・クロンプトン（英語版）
- グラニー: ジェーン・レポテア（英語版）
- ロバート: アシュリー・レイノルズ

## 製作
2018年11月14日、ベン・ウィートリー監督の新作映画にリリー・ジェームズとアーミー・ハマーが出演することになったと報じられた。2019年4月4日、クリント・マンセルが本作で使用される楽曲を手がけることになったとの報道があった。5月、クリスティン・スコット・トーマス、キーリー・ホーズ、アン・ダウド、ベン・クロンプトン、サム・ライリーがキャスト入りした。2020年10月23日、レイクショア・レコーズが本作のサウンドトラックを発売した。

## マーケティング
2020年7月31日、本作の劇中写真が初めて初めて公開された。9月8日、本作のオフィシャル・トレイラーが公開された。

## 評価
本作に対する批評家の評価は平凡なものに留まっている。映画批評集積サイトのRotten Tomatoesには163件のレビューがあり、批評家支持率は44%、平均点は10点満点で5.5点となっている。サイト側による批評家の見解の要約は「ベン・ウィートリー版『レベッカ』は造形美こそ実に素晴らしいが、原作小説を古典たらしめたものを掴み損なっており、その存在意義を正当化できているとは言えない。」となっている。また、Metacriticには37件のレビューがあり、加重平均値は46/100となっている。